# Giuseppe Arcimboldo
Giuseppe Arcimboldo (også stavet Arcimboldi; født 1527 i Milano, Italien, død 11. juli 1593 samme sted) var en italiensk arkitekt, ingeniør og maler kendt for fantasifulde portræthoveder skabt af objekter som frugt, grøntsager, blomster, fisk og bøger. Han malede objekter så de formede et portræt. Delene er symbolske for helheden. "Il Bibliotecario" er fx lavet af bøger og "Flora" af blomster. På denne måde har han malet serien De fire årstider og serien De fire elementer. Arcimboldo var et renæssancemenneske, der var lige så velegnet til skulptur, videnskab, arkitektur og tøjdesign, som til maleri. I 1562 blev han hofmaler og portrætterede den tysk-romerske kejser Maximilian 2. og hans søn Rudolf 2.

Arcimboldo blev født i Milano som søn af en maler, som arbejdede ved Duomo di Milano. Han er kendt for serien Historier af Katarina af Alexandria, glasmalerierne i Duomo. I 1556 arbejdede han med Giuseppe Meda på freskoerne i Monza-katedralen.
I 1562 blev han hofportrættør for Maximilian 2. i Habsburghoffet i Wien, og senere, for sønnen Rudolf 2. ved hoffet i Prag. Begge værdsatte Arcimboldos usædvanlige portrætter.
Han var også hofdekoratør, kostumedesigner og kunstekspert. Hans tidlig præ-surrealistisk portrætskildringer, blev meget kopieret af hans samtidige. Det gjorde det vanskeligt at skelne hans værker fra efterlignerne. Arcimboldos værker er alt andet end glemt.
Mange af hans værker blev stjålet fra Rudolf 2.s samlinger af svenske plyndringsmænd i Prag i 1648 under Trediveårskrigen, efter en ordre fra Kristina af Sverige.
Hans værker findes i Wiens Kunsthistorisches Museum og Habsburg Schloss Ambras i Innsbruck, Louvre i Paris, såvel som talrige museer i Sverige. I Italien findes flere af hans værker i Cremona, Brescia og Uffizi i Firenze. Wadsworth Atheneum i Hartford, Connecticut, Denver Art Museum i Denver, Colorado og Candie Museum i Guernsey ejer også hans værker.

## Galleri
- "Vinter", Kunsthistorisches Museum, Wien
- "Forår", 1573, Musée du Louvre, Paris
- "Sommer", 1573, olie på lærred, Musée du Louvre, Paris
- "Efterår", 1573, olie på lærred, Musée du Louvre, Paris